# Astragalus hololeios
Astragalus hololeios là một loài thực vật có hoa trong họ Đậu. Loài này được Bornm. miêu tả khoa học đầu tiên.